# Incendi dels camps petrolífers de Kuwait
L'incendi dels camps petrolífers de Kuwait el 1991, durant la I Guerra del Golf Pèrsic, va ser un esdeveniment que va tenir un gran impacte ambiental i encara avui dia es pateixen les seves greus conseqüències. Les tropes iraquianes van cremar al voltant de 700 pous petrolífers, generant un enorme volum de fum i fums contaminants que van afectar el clima, la terra, l'aigua i la salut de les persones de la zona.
Els danys causats pels incendis van ser massius i van requerir anys de treball per a la seva neteja i reparació. Malgrat això, encara avui dia hi ha evidències dels efectes que van tenir aquests incendis en l'ecosistema de la regió.

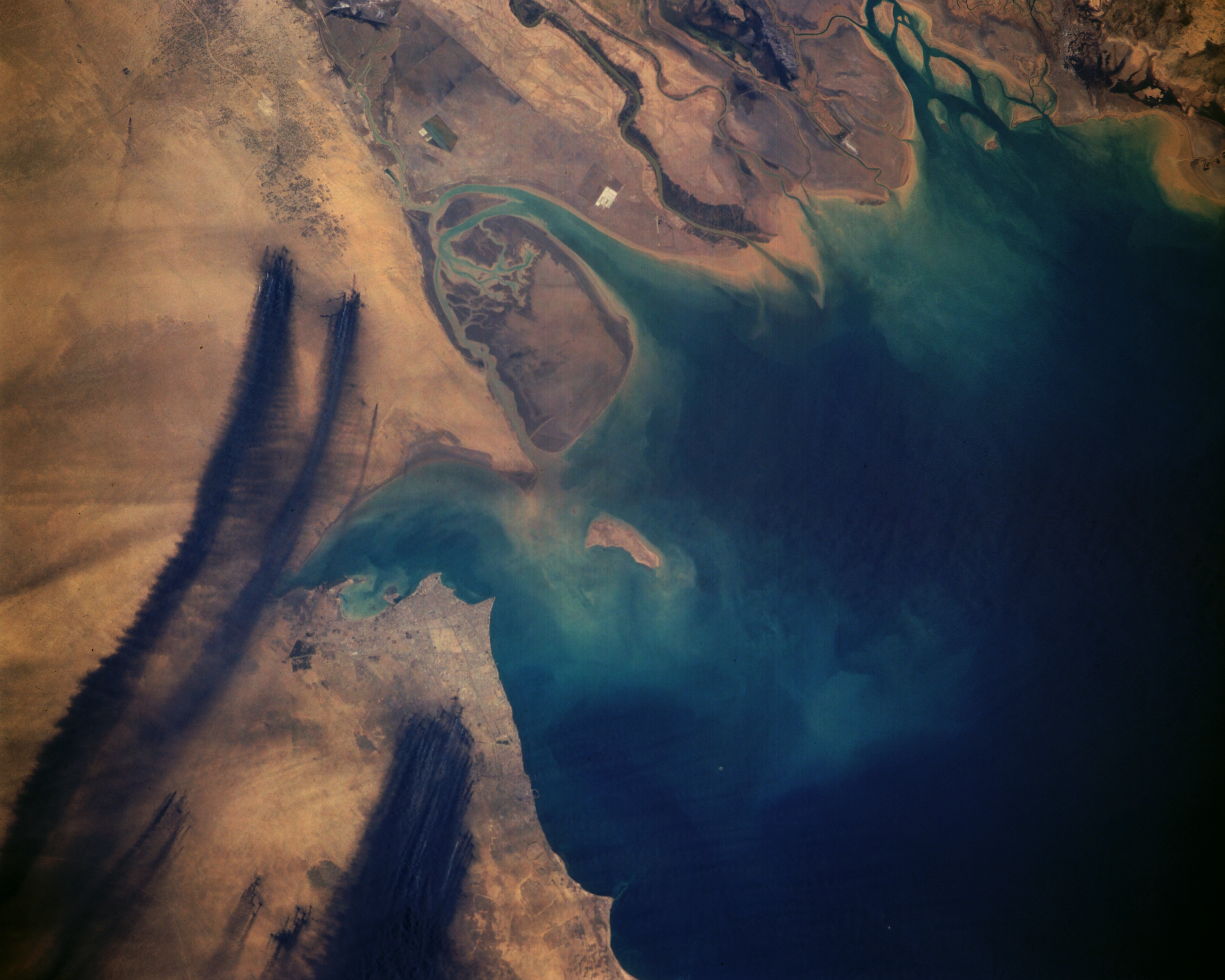
Foto per satèl·lit dels incendis feta el 7 d'abril de 1991

## Marc Històric General
La crema dels pous kuwaitians per part de soldats iraquians es desenvolupà durant la primera guerra del Golf. Va començar el gener de 1991 i no va ser fins al novembre d'aquell mateix any que no es va poder parlar de completa extinció de tots els focs. Aquesta crema s'inicia durant la retirada del pais de les tropes iraquians que havien envaït Kuwait 7 mesos abans, la matinada del dia 2 d'agost de 1990. Aquests fets s'entenen emmarcats dins un context geopolític global molt concret i unes necessitats purament econòmiques del govern iraquià.

### Context geopolític
La primera cita dins a considerar ens porta al gener del 1979, concretament a la capital de l'Iran, Teheran. El Xa de Pèrsia, Mohamad Reza Pahlavi, marxa del país fugint de la revolució islàmica liderada per l'aiatol·la Ruhollah Khomeni. És l'inici de la revolució islàmica mundial, i afegeix un segon front a una zona que ja està patint el llarg conflicte araboisraelià.
En aquest marc, el règim laic de l'Irak de Sadam Hussein esdevé un aliat occidental. Esperonat pel desenvolupament de la revolució islàmica, Sadam Hussein inicia la invasió de l'Iran el 22 de setembre de 1980. Rivals històrics i econòmics, Irak i Iran es desgasten en una guerra que durarà 8 anys, el paisatge que deixa és desolador, més d'un milió de morts i un cost econòmic altíssim. Hussein inicia la invasió de l'Iran confiant en una victòria ràpida i en el suport dels seus aliats occidentals i es troba 8 anys després amb el seu propi país empobrit i endeutat, una població cansada dels rigors de la guerra i amb un sentiment de derrota difícil d'amagar.

#### Context econòmic (desencadenant de la invasió)
A aquesta situació empobrida s'afegeix la baixada del preu del barril de petroli a nivell mundial, que és la principal font de finançament del govern irakià. A finals de juliol de 1990 el govern Kuwaitià amb enormes produccions de petroli, està buscant una reducció del preu. Irak per la seva banda necessita que el preu torni a pujar per fer front a les despeses de la guerra i l'endeutament que aquesta ha causat. A aquesta immediata rivalitat econòmica afegim el greuge històric que suposa la creació de l'estat Kuwaitià (Irak considerava Kuwait una regió més del seu país.) i l'enfrontament entre els models d'estat (la república laica d'Irak i la dinastia semifeudal i religiosa Kwaití. En aquest context un Sadam Hussein humiliat després d'haver servit els interessos d'occident a l'Iran es considera legitimat per annexionar-se el ric estat de Kuwait.

#### Invasió de Kuwait
La matinada del 2 d'agost de 1990, tropes irakianes creuen la frontera amb Kwait, ocupant ràpidament tots els punts estratègics del país, inclòs el palau de l'emir. En menys d'un dia Kwait ha estat sotmès i Hussein instaura un govern tutelat per ell. En aquest moment controla el 20% de les reserves mundials de cru. El que fins ara havia sigut un poderós aliat al món àrab, es converteix en un problema de diplomàcia internacional. Després d'un seguit de sancions i mesures diplomàtiques, es constitueix una comissió internacional formada per 31 països liderada pels EUA i sota mandat de l'ONU inicia el 16 de gener de 1991 una campanya militar de reconquesta de Kwait. En total 950600 soldats, 2000 tancs, 100 vaixells de guerra i un mínim de 1800 avions són mobilitzats. Després d'atacs aeris i dos dies després del desplegament de les tropes terrestres Irak comença a rendir-se. Van morir 378 de la coalició internacional i uns 30000 soldats irakians.

#### Incendi dels pous petrolífers
En el context de la retirada, i no només per obstaculitzar l'avanç de les tropes de la coalició sinó sobretot per destruir les reserves del que és el principal competidor en la producció de petroli, les tropes irakianes, sota les ordres de Sadam Hussein, posen en marxa la tàctica de terra cremada. A finals de gener de 1991, 700 pous de petroli van ser incendiats, provocant una pèrdua de 6 milions de barrils diaris. No va ser fins al novembre del mateix any que es va extingir l'últim dels focs.

#### Extinció dels focs
En l'extinció d'aquests pous van participar més de 10000 persones provinents de 37 països, es van construir 450 km de canonades d'aigua i
es van assajar diferents mètodes per extingir el foc.
En un principi, les tasques d'extinció van ser liderades per les quatre grans empreses nord-americanes: Red Adair, Boots and Coots, Safety Boss i Wild Well Control. Bechtel Inc es cuidava de la construcció i tasques logístiques i OGE Drilling Kwait Inc. Coordinava els equips. EN fases avançades del treball es van incorporar moltes més empreses.
El primer utilitzat va ser el mètode d'extinció que utilitzava aigua de mar, on la immensa quantitat d'aigua necessària va ser portada a través d'alguns oleoductes reconvertits.
També va ser utilitzat un mètode anomenat “raising the plume”, que consistia a confinar la flama amb un tub metàl·lic en forma de xemeneia que aconseguia alçar la flama. Tot seguit es bombava nitrogen líquid o aigua extingint el foc per falta d'oxigen dins el tub.
Un altre dels mètodes utilitzats per apagar els incendis va ser redirigir les quantitats subterrànies de petroli que servien com a combustible per deixar els incendis sense res que cremar.
Anecdòticament també dinamita i altres mètodes més insòlits van ser utilitzats per apagar els pous.
Una dificultat addicional en l'extinció dels focs va ser les tropes irakianes havien minat les zones annexes als pous, dificultant així el desplegament operatiu dels equips d'extinció.

## Pols i cendra

### Introducció
En acabar l'operació Desert Storm (Tempesta del Desert) centenars de pous de petroli van cremar a Kuwait, i els núvols de fum que varen produir-se van afectar no només majoritàriament Kuwait, sinó
també als països situats en la direcció de les trajectòries del vent
[1]. Segons algunes fonts, és possible que partícules procedents dels
aerosols produïts als incendis arribessin a ser aerotransportades a
grans distàncies fins a Hawaii [2].
La combustió de cru es va estimar en 2,5-5 milions de barrils/dia, que
contenien un 4% de sofre. Les emissions van ser d'unes 40000 tones
mètriques de diòxid de sofre (SO2) i 100000 tones mètriques de sutge al
dia segons la WMO (World Meteorology Organization, 1991). Per estudiar l'impacte mediambiental d'aquesta catàstrofe, científics de multitud d'agències, inclosa la National Oceanic and Atmospheric
Administration), van utilitzar una aeronau amb la fi d'investigar les característiques fisicoquímiques d'aquests núvols [3].
Imatges extretes del programari 2Mp, gentilesa de la Comissió Nacional d'Activitats Espacials (CONAE Arxivat 2014-03-10 a Wayback Machine.) del govern de l'Argentina.

### Morfologia, concentració i distribució segons la mida de les partícules

#### Tipus de partícules
Les partícules que es van trobar i analitzar es poden dividir en quatre categories:
1. Partícules de sutge amb el carboni elemental com a component principal. Consisteixen en cadenes, xarxes o aglomerats de desenes, centenars o milers d'esferes primàries de carboni de diàmetre inferior a 0,1μm, algunes de les quals poden estan recobertes amb sulfats o combinades amb altres elements; la morfologia de les partícules de sutge era força similar als productes de la combustió del petroli i d'incendis forestals, però la composició química d'elements contaminants era diferent.
2. Cristalls cúbics de clorur sòdic, alguns combinats amb sofre, calci, potassi, etc. Molts estaven recoberts amb una capa de petroli o sulfats, així que sembla més probable que s'originessin en els incendis i no pas en les aigües del Golf.
3. Partícules irregulars de pols amb contingut de silici, alumini, calci, ferro, etc., algunes d'elles recobertes de sulfats.
4. Petites partícules de sulfats, les més nombroses.

#### Concentració
La figura núm. 1 [1] mostra un exemple de la distribució dels diferents tipus de partícules en un aerosol. Aquesta mostra va ser presa a 3,7 km d'altitud i a 160 km a sotavent dels incendis. La figura núm. 2 [1] mostra la distribució de les partícules segons la seva mida en mostres recollides a diferents altituds (1,2–6 km), però en una zona situada a 220 km del front sud dels incendis. Les partícules petites (0,06μm-0,5μm) augmentaven en nombre en augmentar l'altitud.
La figura 3 [1] mostra la distribució de les partícules recollides a altituds similars però a diferents distàncies dels incendis. La concentració d'aquestes mateixes partícules petites augmentava a majors
distàncies dels incendis. Aquest fet pot ser interpretat de la següent forma: durant el desplaçament del núvol, el diòxid de sofre es va transformar en partícules de sulfat per mitjà d'un procés d'oxidació seguit d'un procés de nucleació homogènia.

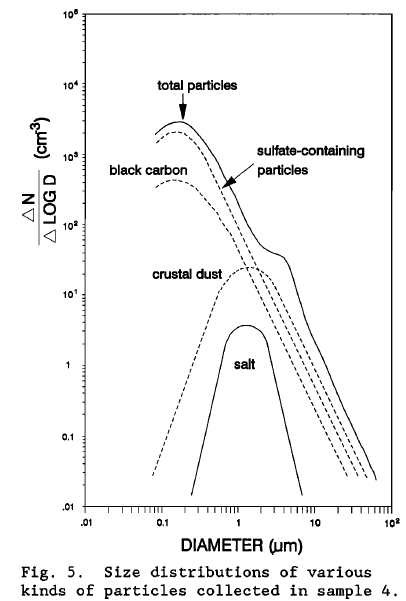
Figura 1
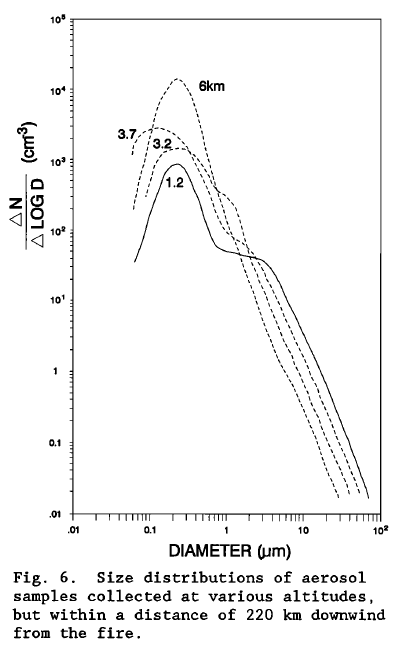
Figura 2
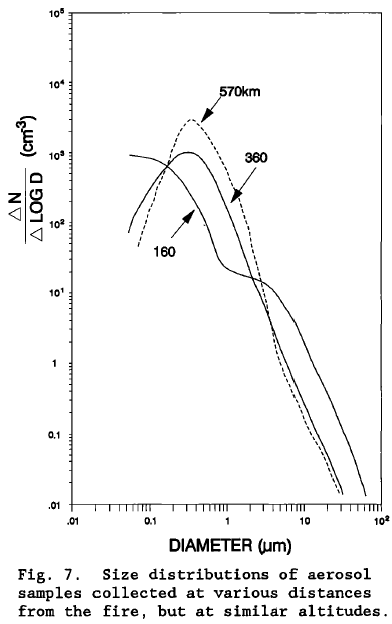
Figura 3

Aquest model de distribució segons la mida sembla desplaçar-se cap a
diàmetres de partícula més grans quan la massa d'aire es desplaça
allunyant-se dels incendis, possiblement a causa de processos de nucleació
heterogènia dels sulfats o processos de coagulació entre partícules. Les
concentracions de partícules gegants (d>2μm) disminueixen en
disminuir tant la distància com l'altitud, segurament a causa de la
sedimentació gravitacional [1].

### Composició química
Quan es va intentar esbrinar la composició química mitjançant raigs
X, el 70% de les partícules de diàmetre inferior a 1μm sublimaven abans
de concloure l'anàlisi a causa de l'energia del raig d'electrons. Les
partícules de carbó (Pf=3652 °C), sorra (Pf=1700°) i sal (Pf=800 °C)
podien ser analitzades per raigs X sense tenir aquest problema. La
composició d'aquestes partícules petites era principalment
d'hidrogensulfat d'amoni (NH₄HSO₄, Pf=147 °C) i sulfat d'amoni ((NH₄)2SO₄, Pf=235 °C) [1].
Aquestes partícules de sulfats es poden analitzar químicament per reacció amb clorur de bari (BaCl₂) formant un recobriment en forma d'anell (sulfat de bari, BaSO₄) al voltant del centre homogeni de la partícula tal com es mostra en la següent imatge:

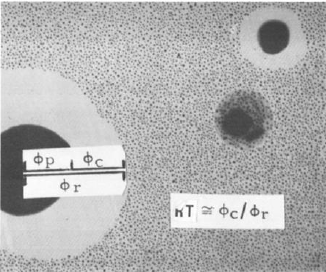

Un recobriment de sulfats en un altre tipus de partícula també pot
donar lloc a un anell, encara que el centre no sempre sigui una esfera
homogènia:

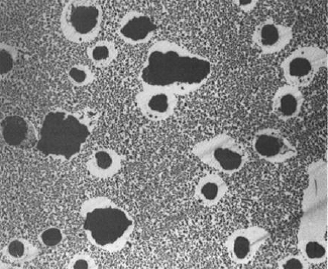
[1]

A continuació es mostren els espectres de raigs X de les partícules
de sutge combinat amb ferro i sofre (1), partícules de sal (2) i pols:

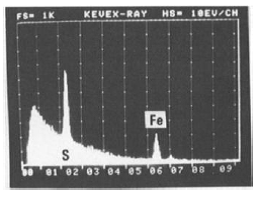
(1)
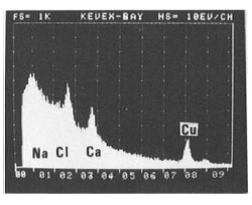
(2)
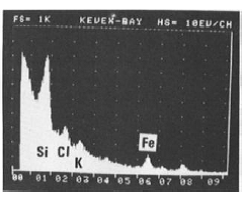
(3)

La figura 3 [1] mostra la freqüència amb què diversos elements es van
trobar en partícules mostrejades a 160 km a sotavent i a 3,7 km (a
dalt) i 2,3 km (a baix):

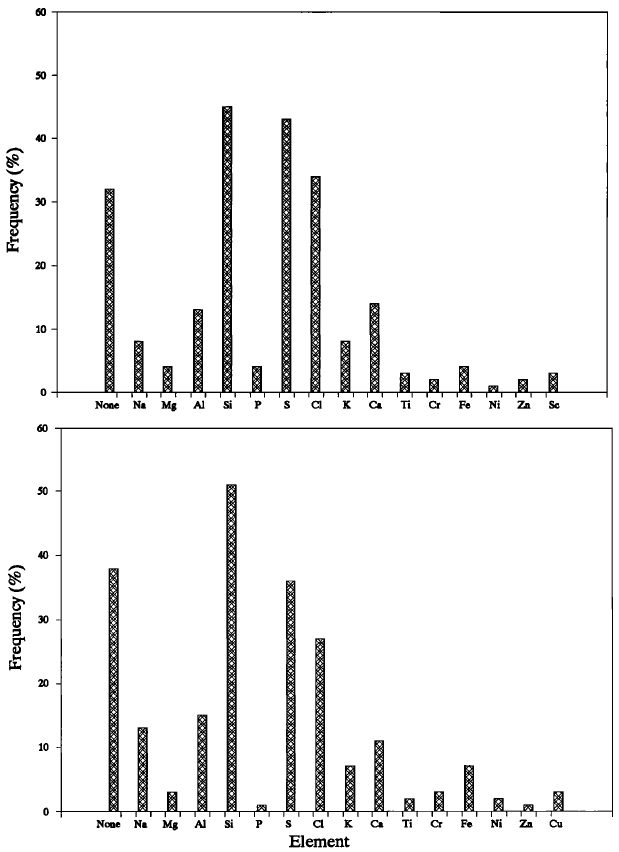
Figura 3

Les dades que mostra el gràfic semblen indicar que les partícules de
sutge, pols i sal anaven caient per efecte de la gravetat durant la
dispersió del núvol. Val a dir, però, que les diferències entre ambdós
gràfics no són estadísticament significatives.

### Química del núvol: visió global
L'anàlisi individual de les partícules mostrejades en el núvol va
mostrar que la majoria contenia sulfats. El seu contingut variava
depenent del lloc de mostreig i de la mida de partícula. A la figura 4
[1] es proposa un diagrama conceptual per a la formació d'aquest aerosol
en particular. Durant els incendis, la concentració màxima observada de
diòxid de sofre va ser de 1000ppbv (parts per bilió en volum) [4].
A mesura que es desplaçava el núvol, aquest diòxid de sofre reaccionava
amb oxidants, especialment radicals OH, per formar vapor d'àcid sulfúric
que reaccionava amb la humitat de l'aire i/o amb amoníac (NH₃)
atmosfèric per formar petites partícules de sulfats per processos de
nucleació homogènia. Encara que aquestes partícules eren les més
nombroses en l'aerosol, la seva contribució a la massa total només era
del 20%, ja que cada partícula pesava menys de 10−14 g. Els altres
aerosols eren els següents:
1. Sutge nucleat del vapor sobre les partícules petites,
posteriorment coagulades per formar cadenes o xarxes donant lloc a
partícules més grans. Degut a la seva major superfície i capacitat
d'adsorció, el diòxid de sofre es podria haver adsorbit fàcilment i
haver-se oxidat després per formar un recobriment de sulfats. El
contingut de sulfats per a una partícula de 2μm amb un recobriment de
0,1μm de gruix és d'aproximadament 10−12 g.
2. Partícules de sal que aparentment eren alliberades dels pous de
petroli al foc i que procedien d'aigües subterrànies salines. Degut a
l'alcalinitat de les partícules barrejades de sal, el diòxid de sofre
era bastant atret cap a les seves superfícies, donant lloc a la
subseqüent capa de sulfats.
3. Partícules de pols i cendres volants formades per elements
omnipresents al núvol, com per exemple silici, alumini, calci, ferro,
etc. Aquestes partícules també podien atreure diòxid de sofre, vapor
d'àcid sulfúric o bé petites partícules de sulfats i, per tant, modificar
la seva superfície esdevenint més hidròfiles.
Segons el nombre de partícules que hi havia de cada tipus i el gruix
relatiu de la capa de sulfats, les de sutge contenien aproximadament el
30% de la massa total de sulfats, i les de sal i pols un 20% cadascuna. Aproximadament el 70% dels sulfats semblaven haver-se format per oxidació del diòxid de sofre que es trobava a la superfície de
partícules ja existents al núvol. Menys d'un 1% es trobava en forma de
gotes d'àcid sulfúric. La nucleació heterogènia del vapor d'àcid
sulfúric formava un 10% de les partícules totals [1].

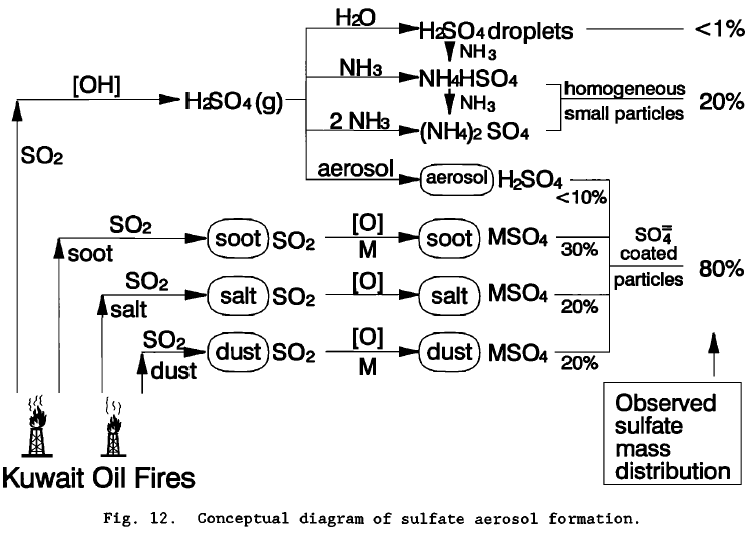
Figura 4: Diagrama de formació de l'aerosol de sulfats

### Conseqüències
La concentració mitjana de carboni elemental era de 2175 ± 2000 μg/m3. Les partícules de sutge eren lleugeres i poroses i, per tant, era d'esperar que sedimentessin més lentament i poguessin romandre a l'atmosfera durant més temps. El temps de residència de les partícules a la troposfera fou estimat entre uns quants dies fins a diverses setmanes depenent del règim de precipitacions. Aparentment, les precipitacions eren el principal mecanisme d'eliminació per les partícules de sutge provinents dels incendis petroliers, i molt probablement per totes aquelles partícules que no eren prou grans per sedimentar a causa de la gravetat. Però podria ser que les partícules haguessin modificat el règim de
precipitacions de l'àrea d'on van ser eliminades.

## Emissió de gasos nocius
A banda del sutge ja comentat, durant la combustió del petroli, s'emeten un conjunt de gasos de reconegut caràcter contaminant: diòxid de carboni (CO₂), monòxid de carboni (CO),
diòxid de sofre (SO₂), òxids de nitrogen (NO i NO₂ principalment),
ozó (O₃) i un ventall divers de compostos orgànics volàtils.
Tots aquests gasos s'inclouen en els barems
de qualitat de l'aire que els diversos organismes reguladors estableixen com a
valors màxims aconsellables. Per tal d'avaluar la presència dels gasos emesos
durant els incendis del pous petrolífers de Kuwait, es compararan els valors
mesurats en diferents estudis realitzats amb aquests barems establerts per 4
organismes: l'Organització Mundial de la Salut (OMS), l'Agència de Protecció
Ambiental dels Estats Units] (United States Environmental Protection Agency, US EPA), la Unió Europea (UE) i
l'Administració de Protecció Ambiental i Meteorològica (Meteorological and Environmental Protection Administration Arxivat 2014-03-29 a Wayback Machine., MEPA)
d'Aràbia Saudita.
Els resultats que es valoraran s'han recollit per
diversos tipus de fums i en diversos punts dels dos camps petrolífers
principals de Kuwait: el camp Nord, al nord-oest de la ciutat de Kuwait, i el
Gran Burgan, al sud. També es citen mesures realitzades a les ciutats de
Dhahran, Tanajib i Jubail a Aràbia Saudita, a la costa oest del Golf Pèrsic, on
els núvols de fum van ser arrossegats principalment a causa de la direcció predominant
dels vents durant els mesos que van durar els incendis dels pous petrolífers.
Segons la composició del cru de cada pou
petrolífer es van observar quatre tipus de fums: fums negres d'alt contingut de
partícules de carboni elemental (60-65% pous petrolífers), fums blancs d'alt
contingut en clorur sòdic (25-30%), fums procedents de llac de petroli
incendiats d'intens color negre i fums resultants de la mescla dels tres
anteriors.
El resultat més sorprenent de l'estudi dels
citats gasos contaminants és que, a excepció del SO₂, les
concentracions detectades no van superar els límits màxims recomanats de cap de
les quatre organitzacions, encara que els valors esperats de la crema de tal
ingent quantitat de petroli fossin molt més elevades.

### Diòxid de carboni (CO₂) i monòxid de carboni (CO)
El diòxid de carboni (CO₂) i el monòxid de carboni (CO) són els gasos majoritaris produïts durant la combustió del
petroli atès que aquest està constituït per una mescla de diferents
hidrocarburs saturats lineals (alcans) i cíclics (cicloalcans), insaturats
(alquens i alquins) i aromàtics (arens i compostos policíclics).
La reacció general d'oxidació d'aquests
compostos és:
```
C (compostos) + O₂(g) → CO₂(g) + CO(g) + H₂O(g) + Energia
```

El CO₂ és el gas resultant de la
combustió completa i eficaç d'un hidrocarbur, que té lloc quan hi ha la
quantitat d'oxigen necessària o en excés. En cas contrari, l'oxigen és un
factor limitant i té lloc l'emissió de CO, indicador que la combustió no ha
estat completa. Aquest tipus de combustió acostuma a ser habitual i té lloc en
el cas de l'ús de combustibles fòssils o la cremada de biomassa.
Segons estudis realitzats durant els mesos de
maig i juny de 1991 a diferents punts de Kuwait per Ferek i col·laboradors, les
concentracions mesurades de les espècies considerades juntament amb el percentatge
en pes respecte al total de compostos de carboni, mostrat entre parèntesis, van ser els següents:
|                                                           | [CO₂] (μg/m³)  | [CO] (μg/m³) | [CH₄] (μg/m³) | NMHC (μg/m³) |
| A 120 km a favor del vent de la ciutat de Kuwait (Mescla) | 10.313 (97,5%) | 67 (0,6%)    | 20 (0,2%)     | 92 (0,9%)    |
| A 25 km a favor del vent del Camp Nord (Mescla)           | 5.089 (95,2%)  | 68 (1,3%)    | 16 (0,3%)     | 116 (2,2%)   |
| Camp Nord (Pou individual de fum negre)                   | 16.607 (96,1%) | 100 (0,6%)   | 11,3 (0,1)    | 63 (0,4%)    |
| Camp Nord (Pou individual de fum blanc)                   | 35.893 (99,2%) | 137 (0,4%)   | 15 (0,04%)    | 118 (0,3%)   |
| A 20 km a favor del vent del Gran Burgan (Mescla)         | 29.143 (94,1%) | 264 (0,9%)   | 99 (0,3%)     | 915 (3,0%)   |
| Minagish (Pou individual de fum negre)                    | 8.571 (99,4%)  | 9 (0,1%)     | 12 (0,1%)     | 0 (0%)       |
| Minagish (Llac de petroli)                                | 15.536 (96,9%) | 106 (0,7%)   | 12,9 (0,1%)   | 37 (0,2%)    |
| Umm-Qudair (Pou individual de fum negre)                  | 9.107 (91,3%)  | 151 (1,5%)   | 19 (0,2%)     | 599 (6,0%)   |
| Umm-Qudair (Pou individual de fum blanc)                  | 11.786 (98,4%) | 53 (0,4%)    | 16 (0,1%)     | 113 (0,9%)   |
| Magwa (Llac de petroli)                                   | 8.036 (94,7%)  | 95 (1,1%)    | 18 (0,2%)     | 28 (0,3%)    |

S'observa una elevada proporció de CO₂
emès respecte al CO i altres compostos de carboni en el total de llocs
analitzats. Això implica que la combustió de petroli va tenir lloc amb una molt
elevada eficàcia, estimada generalment entre un 95 i un 97%. Aquest valor és molt
més elevat que l'obtingut en la combustió de biomassa (80% aproximadament).
Aquesta
conclusió està d'acord amb l'estimació del flux total d'emissió de gasos amb
carboni d'un altre estudi, realitzat en maig de 1991, on el flux de CO₂ supera en un o dos graus
de magnitud els valors del flux de la resta de components:
|                                                   | [CO₂] (Tm/dia) | [CO] (Tm/dia) | [CH₄] (Tm/dia) | NMHC (Tm/dia) |
| Camps Petrolífers del Nord (Kuwait)               | 0,36 x 10⁵     | 0,51 x 103    | 0,12 x 103     | 0,088 x 104   |
| Camps Petrolífers del Sud (Gran Burgans) (Kuwait) | 4,5 x 10⁵      | 3,8 x 103     | 1,3 x 103      | 1,2 x 104     |
| Total                                             | 5,0 x 10⁵      | 4,4 x 103     | 1,5 x 103      | 1,3 x 104     |

A més, podem observar que el valor del flux
d'emissió de CO₂ va ser molt considerable, comparant-ho amb l'estimació del
flux diari a nivell mundial d'aquest gas, que és de 6x107 Tm/dia. Aquest fet també
és coherent amb la gran quantitat de petroli incendiat i l'elevada eficàcia de
la combustió.
El flux d'emissió de CO també va ser elevat en
comparació amb el valor diari estimat a nivell mundial tant per la combustió de
biomassa (0,77 – 3,3x10⁶ Tm/dia) com per l'ús de combustibles
fòssils (1,7x10⁶ Tm/dia).
Els valors màxims aconsellats pels organismes
esmentats es mostren seguidament:
|                    | OMS (mg/m³) | US EPA (mg/m³) | UE (mg/m³)    | MEPA (mg/m³) | Període |
| Monòxid de carboni | 30          | 40             | No disponible | 40           | 1 h     |
|                    | 10          | 10             | No disponible | 10           | 8 h     |

En referència al CO₂ no s'ha trobat
informació disponible. En canvi, quant a les concentracions detectades de
CO, aquestes són considerablement inferiors al llindar recomanat tant en 1 hora
com en 8 hores. Això s'explica per
l'elevada eficàcia en la combustió dels pous petrolífers.

### Diòxid de Sofre (SO₂)
L'obtenció de diòxid de sofre (SO₂)
durant la combustió de petroli procedeix de l'oxidació del sofre present en la
composició del cru:
```
S (compostos) + O₂(g) → SO₂(g)
```

El diòxid de sofre és un dels gasos de més
efecte danyí contra la salut humana a més d'un dels compostos responsables de
la pluja àcida, atès que mitjançant un conjunt de reaccions químiques
atmosfèriques i que involucren entre d'altres la humitat ambiental.
A l'estudi realitzat per Ferek, les
concentracions mesurades del diòxid de sofre a diferents punts de Kuwait van
ser les següents:
|                                                           | [SO₂] (μg/m³) |  |
| A 120 km a favor del vent de la ciutat de Kuwait (Mescla) | 215±132       |  |
| A 25 km a favor del vent del Camp Nord (Mescla)           | 40±5          |  |
| Camp Nord (Pou individual de fum negre)                   | 632           |  |
| Camp Nord (Pou individual de fum blanc)                   | 1041          |  |
| A 20 km a favor del vent del Gran Burgan (Mescla)         | 423±241       |  |
| Minagish (Pou individual de fum negre)                    | 340           |  |
| Minagish (Llac de petroli)                                | 1316          |  |
| Umm-Qudair (Pou individual de fum negre)                  | 455           |  |
| Umm-Qudair (Pou individual de fum blanc)                  | 306           |  |
| Magwa (Llac de petroli)                                   | 317           |  |

Mesures d'aquest gas durant el mesos de maig,
juny i juliol de 1991 a diverses localitats de la costa est d'Aràbia Saudita
van mostrar que els valors detectats en aquestes localitzacions van ser
considerablement inferiors als mesurats a prop dels pous petrolífers. A la
ciutat de Dhahran la mitjana diària va oscil·lar entre 50 i 60 μg/m³ i en altres ciutats com Tanajib i Jubail no va ser superior
a 30 μg/m³.
En el cas de la concentració del diòxid de
sofre, els resultats comparant amb els estàndards de qualitat mostren que en
alguns casos puntuals (llac de petroli en Minagish i un pou del Camp del Nord)
es van superar en molt, el llindar per hora establert pels 4 organismes considerats.
En altres tres casos es van superar els llindars per hora de la Unió Europea
que és la més restrictiva. A la resta de casos l'emissió va ser inferior. En el
cas de la ciutat de Dhahran, Tanajib i Jubail les concentracions detectades
estaven per sota del llindar diari establert.
|                 | OMS (μg/m³) | US EPA (μg/m³) | UE (μg/m³) | MEPA (μg/m³) | Període |
| Diòxid de Sofre | 500         | No disponible  | 350        | 730          | 1 hr    |
|                 | 125         | 365            | 125        | 365          | 24 hr   |
|                 | 50          | 80             | 20         | 80           | 1 any   |

Segons els estudis realitzats es va observar una
disminució de diòxid de sofre amb el temps, a ritme d'un 6% per hora. Aquesta
velocitat de desaparició és massa elevada per poder-se explicar només per
reaccions fotoquímiques o per la reacció amb la humitat present i es va
concloure que s'explicava més adequadament considerant també una sèrie de
reaccions ja explicades anteriorment amb les partícules de pols i les
partícules emeses durant els incendis.
El flux d'emissió d'aquest gas va ser estimat
en 3,3 – 6,0x10⁵ Tm SO₂/dia, que correspon a un
percentatge que oscil·la entre el 2 i el 5% de l'emissió global diària.

### Òxids de Nitrogen
Els òxids de nitrogen (NOx) més
representatius són el monòxid de nitrogen (NO) i el diòxid de nitrogen (NO₂).
El NO es forma durant la combustió del petroli mitjançant dues reaccions
bàsiques consistents en la reacció del nitrogen atmosfèric o bé a partir de
l'oxidació del nitrogen presents en els compostos constituents del mateix
petroli:
```
N₂(g) + O₂(g) → 2 NO(g)
```

```
N(compostos) + O₂(g) → NO(g)
```

Estudis realitzats van indicar que les
temperatures de les flames de la combustió dels pous petrolífers de Kuwait era
inferior a 1000 °C i, per tant, insuficient perquè tingui lloc la primera
reacció.
Per altra banda, el NO₂ s'obté per
la reacció entre el NO i altres compostos oxidants com el mateix oxigen
atmosfèric o l'ozó:
```
2NO(g) + O₂(g) → 2NO2(g)
```

```
NO(g) + O₃(g) → NO₂(g) + O₂(g)
```

Aquests gasos mitjançant reaccions amb la
humitat de l'aire poden originar àcid nítric, responsable juntament amb l'àcid
sulfúric procedent del SO₂, de la pluja àcida.
Les dades mesurades per Ferek i col·laboradors d'aquests compostos són les següents:
|                                                           | [NOx] (μg/m³) |  |
| A 120 km a favor del vent de la ciutat de Kuwait (Mescla) | 4±2           |  |
| A 25 km a favor del vent del Camp Nord (Mescla)           | 4±0           |  |
| Camp Nord (Pou individual de fum negre)                   | 12            |  |
| Camp Nord (Pou individual de fum blanc)                   | 29            |  |
| A 20 km a favor del vent del Gran Burgan (Mescla)         | 25±12         |  |
| Minagish (Pou individual de fum negre)                    | 6             |  |
| Minagish (Llac de petroli)                                | 16            |  |
| Umm-Qudair (Pou individual de fum negre)                  | 4             |  |
| Umm-Qudair (Pou individual de fum blanc)                  | 10            |  |
| Magwa (Llac de petroli)                                   | 4             |  |

És notori que aquests valors són
considerablement inferiors als mostrats pels altres compostos de combustió
considerats. Aquest fet s'explica pel baix contingut de nitrogen dels petrolis cremats
(0,14%N)(Ferek).
Els valors mesurats a diverses ciutats de la
costa est d'Aràbia Saudita van indicar una concentració mitjana d'òxids de
nitrogen entre el 10 i 15 μg/m3, amb una
concentració més gran mesurada a la ciutat de Dhahran (45 μg/m3),
explicada per acumulació d'aquests compostos per diversos factors climàtics i
geogràfics.
Comparant aquests valors amb els diferents
barems de qualitat de l'aire, es troba que els nivells detectats d'aquests
òxids són molt inferiors als estàndards recomanats per hora i fins i tot per any.
|                    | OMS (μg/m³) | US EPA (μg/m³) | UE (μg/m³) | MEPA (μg/m³) | Període |
| Diòxid de nitrogen | 200         | No disponible  | 200        | 660          | 1 hora  |
|                    | 40          | 100            | 30         | 100          | 1 any   |

Ferek i col·laboradors van detectar també una
velocitat de desaparició d'aquests compostos del 22% per hora. L'explicació més
plausible és, igual que amb el diòxid de sofre, les reaccions amb
partícules sòlides presents al fum generat, juntament amb reaccions amb ozó i
l'aigua atmosfèrica.
El flux d'emissió d'aquests gasos es va
estimar en 0,49 – 1,4x10⁵ Tm/dia que correspon a menys de l'1% de
l'emissió global diària d'aquests compostos.

### Ozó
L'ozó és un gas present de manera natural a
l'atmosfera. En el cas de la combustió de petroli, igual que amb els
combustibles fòssils, té lloc un doble procés relacionat amb aquest compost.
Per una banda l'ozó es consumeix en l'oxidació de l'òxid de nitrogen, com s'ha
comentat anteriorment:
```
NO(g) + O₃(g) → NO₂(g) + O₂(g)
```

Per una altra banda, l'ozó es forma com a
producte de la fotòlisi de NO₂, entre altres reaccions
fotoquímiques en cadena, per la qual cal radiació ultraviolada:
```
NO₂(g) + hν (λ<420 nm) → NO(g) + O
```

```
O + O₂(g) + M → O₃(g) + M
```

Segons estudis realitzats el fenomen de
l'incendi dels pous petrolífers de Kuwait va resultar ser una font regional
d'ozó, prevalent la generació d'ozó sobre el seu consum en l'oxidació de l'òxid
de nitrogen.
Cadascuna de les reaccions indicades va tenir
lloc en diferents punts dels núvols de fum. A l'interior, on només arribava del
10 al 15% de la radiació solar i on, a més, estava present el NO, va tenir lloc un ràpid
consum de l'ozó present. Per altra banda, al límit difós d'aquests mateixos
núvols, on arribava major quantitat de llum ultraviolada del sol, va tenir lloc
la generació d'ozó. Aquest segon procés va ser minoritari fins a 200 km en el
sentit la direcció del vent respecte als
pous incendiats, on va tenir lloc una inversió del procés predominant atès que
el núvol es trobava més dispers i la llum solar podia accedir fins al seu
interior. A 1000 km de distància ja es va detectar un augment en la
concentració d'ozó.
A punts propers dels pous petrolífers kuwaitians
es van detectar valors mitjans d'ozó entre 70 i 100 μg/m3 amb màxims puntuals
de fins a 205 μg/m3.
Aquests valors són semblants als detectats durant els mesos de juliol i agost a
les ciutats saudites de Dhahran (amb una mitjana entre 80 i 90 μg/m3) i Jubail
(amb una mitjana entre 65 i 70 μg/m3).
Els valors mitjans detectats estan per sota dels
llindars establerts pels organismes considerats.
|     | OMS (μg/m³) | US EPA (μg/m³) | UE (μg/m³) | MEPA (μg/m³)  | Període |
| Ozó | 180         | 235            | 180        | 295           | 1 hr    |
|     | 120         | No disponible  | 120        | No disponible | 8 hr    |

### Àcid sulfhídric
L'àcid sulfhídric (H₂S) és un dels
compostos principals del gas natural que acompanya al petroli ubicat en els
pous petrolífers. En el cas de la crema de pous petrolífers aquest simplement
s'allibera directament a l'atmosfera i no pròpiament com un producte de
combustió del cru.
Els valors detectats per Ferek i
col·laboradors dels diferents punts analitzats oscil·lava entre valors inferiors
a 0,1 i 0,87 μg/m3. Aquests són valors considerablement inferiors als productes
principals de la combustió de petroli que s'han considerat.

## Efectes sobre el clima
La crema dels pous de petroli, va comportar una gran quantitat d'emissions de gasos tòxics i fum durant quasi 8 mesos. Aquestes columnes de fum van ser molt denses i van produir un canvi climàtic perquè les partícules a l'aire absorbien la radiació solar. Aquest fet va provocar una disminució de la temperatura i grans canvis sobre el clima de l'aire. El primer i més evident efecte del núvol produït als incendis sobre el clima va ser una disminució de la radiació solar, que va produir un refredament de 4 °C a tota la zona propera a l'incendi durant el mes de juliol. Existeixen especulacions sobre un avançament del monzó d'estiu a l'India, encara que aquestes estan basades en models predictius (WMO). En canvi, si que hi va haver una regió de l'India que va veure incrementades les precipitacions al maig de 1991, fet que podria ser conseqüència (o no) dels aerosols formats als incendis. La formació de núvols i les precipitacions podrien haver-se incrementat per la presència de CCNs
(cloud condensation nuclei). Els núvols que no són de precipitació romanen a l'atmosfera durant més temps que els que ho són, afectant tant l'albedo com l'emissió de radiació. S'estima que l'incident va provocar canvis en el clima.

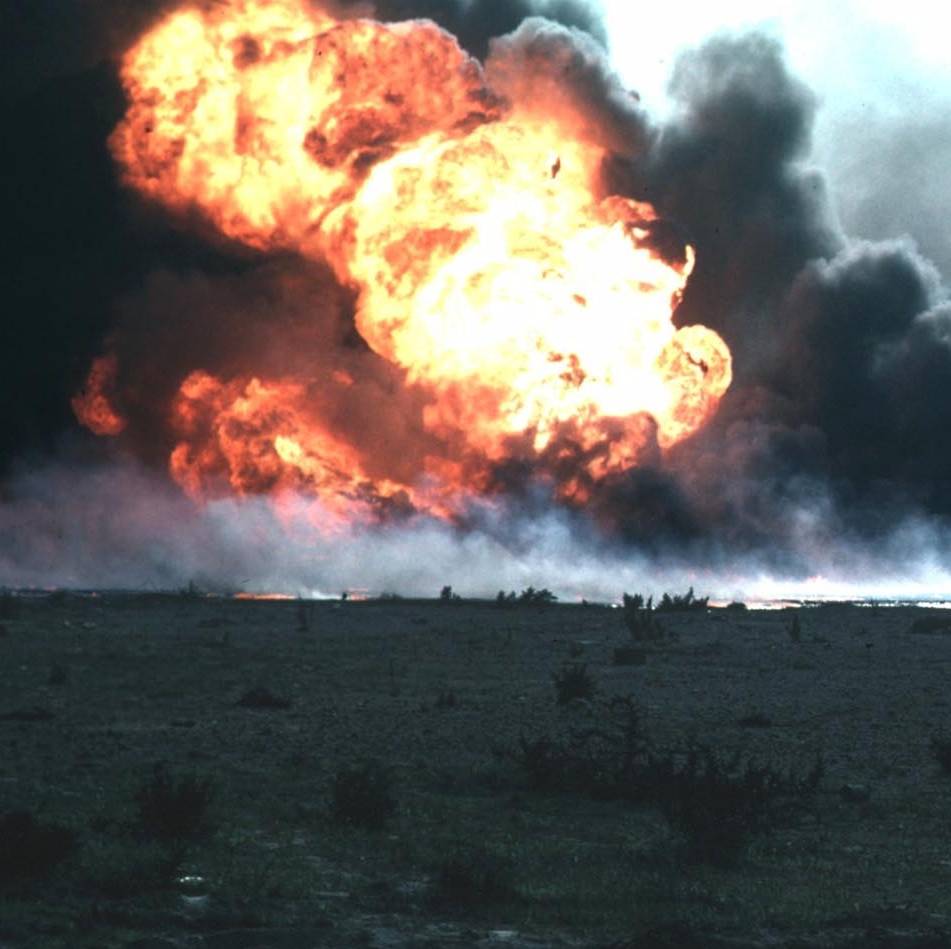
Camp en flames

## Contaminació terrestre
L'exèrcit iraquià va bombardejar deliberadament petroli en les aigües del golf Pèrsic. Els atacs van començar durant la segona quinzena de gener del 1991, atacant a cinc bucs petroliers que es trobaven atracats davant de la Mina Al- Ahmadi i alguns pous prop del golf. S'estima que en aquests bucs hi estaven carregats amb sis milions de barrils de petroli, que van acabar a l'aigua. El vint-i-cinc de gener de 1991 es van obrir boques de bombeig de petroli a la Mina Al- Ahmad, fet que va agreujar força la contaminació d'hidrocarburs sobre el golf pèrsic. Es va estimar la taxa de bombeig de petroli a les aigües del golf pèrsic sobre 6.000 barrils de petroli cru i entre 70 i 100 milions de metres cúbics de gas natural per dia, aquest fet va durar durant 8 mesos. Aquest fet va afectar tant a les aigües del golf pèrsic com a les platges de la zona. Com a resultat d'aquest bombardejos, es va vessar petroli davant la costa de Kuwait i Aràbia Saudi sent considerat el major incident de la història de vessament de petroli cru en tot el món. La longitud total del terreny afectat va ser d'uns 130 km. A aquest problema es suma la derrama de petroli des de les trinxeres plenes d'oli, excavat per l'exèrcit com línies de defensa per a ells. És important recordar, que malauradament, els països del golf pèrsic, a dia d'ara continuen patint els efectes i conseqüències d'aquest incident. El fet que l'oli va sortir dels pous destruïts, va cobrir una àrea de 50 kilòmetres quadrats formant uns 300 llacs negres de petroli no cremat, aquesta quantitat de petroli que s'estima que va ser basat a la superfície és aproximadament de 24 milions de barrils de cru. Aquests llacs, igual que a l'aigua, van formar una capa a la superfície, actuant aquesta com a barrera entre les partícules del sòl, les plantes, els animals i insectes, causant greus problemes a l'ecosistema. Un dels pous és afectat pel problema va ser el pou petrolier Burgan i totes les terres i el llac que rodegen aquest pou.

### Contaminació de l'aigua
Una conseqüència bastant important dels fets, es va veure reflectida en l'afectació marina. Aquesta contaminació, va afectar els organismes vius que hi vivien a l'aigua. La propagació d'aquesta marea negra sobre la superfície de l'aigua, va fer que es formés una capa que impedia l'intercanvi de gasos entre l'aigua i l'atmosfera, tant importants com és l'oxigen per la vida aquàtica. A més a més, també evitava que la llum arribés adequadament a les plantes del fons marí, causant un desequilibri en la cadena alimentaria, tant de plantes com animals. Sembla que això va donar lloc a una forta disminució de les poblacions de peixos, fet que es constata en una reducció de la quantitat de pesca durant els dos anys següents al besament. Químicament, el problema és que el petroli cru reacciona amb l'aigua per donar un munt de productes tòxics per la vida animal. A més aquesta marea negra és difícil de netejar, ja que els residus de petroli són de molt lenta degradació i continuen contaminant el medi durant molt de temps. Per aquest motiu es van buscar solucions per tal d'eliminar aquesta marea negra. Un dels mètodes utilitzats, va ser cremar l'oli que formava la marea negra, cosa que encara resultava més contaminant per a l'aire, ja força contaminant. Aleshores, van decidir utilitzar un altre mètode menys perjudicial per al medi ambient, es van utilitzar bacteris degradats de petroli per tal d'eliminar els llacs de cru. El problema ambiental no va quedar només a la superfície del mar, el flux de petroli cru que anava des dels pous petroliers va acabar arribant a les aigües subterrànies i pous d'aigua potable de la zona, conseqüència que va agreujar el problema mediambiental per tot el territori de la part nord de Kuwait. Es va produir una filtració d'oli severa sobre la terra, ja que la permeabilitat del terra de la zona és bastant elevada cosa que encara facilitava més el camí a l'oli de la superfície cap a les capes interiors de l'escorça terrestre. Aquest fenomen es va veure facilitat per fenòmens naturals, com ara la pluja.

### La contaminació del sòl
Aquest petroli era un efecte tòxic directe sobre les plantes i animals. Igual que en l'aigua, a la terra, aquests llacs de petroli, també van evitar l'intercanvi de gasos entre les plantes i l'atmosfera.
Diversificant les fonts de contaminació del sòl per mitjà dels pous, la crema d'aquest pous de petroli, va comportar un impacte directe sobre el sòl.
Un dels efectes secundaris important va ser la utilització d'aigua salada portada del mar, per l'extinció dels pous petrolífers. Aquest fet va comportar un augment de salinitat del sòl, com a conseqüència ha fet un sòl inapropiat per la vida vegetal i animal.
Altre efecte devastador pel sòl va ser la pluja àcida. Els alts continguts d'òxid nítric i diòxid de sofre, que en combinar-se amb l'aigua generen àcid nítric i àcid sulfúric. La pluja àcida va tenir efectes nocius en plantes i animals encara que també en altres aspectes que afecten els humans, com per exemple en els edificis, automòbils... La pluja àcida crema les fulles de la vegetació i per això afecta bàsicament als ecosistemes vegetals, com per exemple els boscos, tot i que pot arribar a afectar també llacs i embassaments acidificant-los. La vegetació en la major part de les zones que van quedar contaminada a prop del llacs de petroli, es van començar a recuperar l'any 1995. El clima sec ha solidificat parcialment alguns llacs. Amb el temps, el petroli que es trobava a la sorra del desert, ha continuat enfonsant-se, amb conseqüències encara desconegudes en les aigües subterrànies de Kuwait.

## Efectes sobre la salut
Pel que fa als efectes sobre la salut del desastre mediambiental produït a Kuwait, es van notificar un nombre de veterans que tenien símptomes aguts que asseguraven que van ser una conseqüència de la seva proximitat als pous petrolífers incendiats.
Aquests símptomes que anunciaven aquests soldats eren a llarg termini, com asma, bronquitis, i alguns símptomes a curt termini, com tos, mocs negres en la secreció nasal, irritació dels ulls i gola, i l'aparició d'erupcions en la pell i la falta d'alè.
Els nivells de partícules, sobretot les del rang de mida respirable, van ser prou alts com per causar potencialment a curt termini efectes adversos per a la salut. Aquests nivells alts de matèria particulada s'han associat amb una resposta al·lèrgica a la població civil. Els estudis hospitalaris indiquen que aproximadament el 18% de la població civil de Kuwait presenta alguna queixa de l'aparell respiratori, principalment asma.
Per determinar aquests riscos i si existia una relació entre el fum de l'incendi dels hidrocarburs i els efectes de la salut, s'han fet moltes investigacions.
L'OSAGWI (Office of the Special Assistant for Gulf War Illnesses) va fer un seguit d'estudis, els especialistes van donar un qüestionari autoadministrat dels símptomes i van comparar la història clínica d'un grup de soldats abans i poc després del seu desplegament a Kuwait. Els resultats van indicar una major taxa de problemes de salut a curt termini mentre que les tropes van ser desplegades a Kuwait. Aquests símptomes estaven associats amb la proximitat als incendis de petroli, després de la redistribució de les tropes la taxa generalment disminuïa amb el temps.
En un altre estudi, tres grups d'infants de la marina amb un grau d'exposició als incendis van completar un altre qüestionari. Els resultats van indicar que la prevalença dels símptomes a curt termini era directament proporcional al temps que cada grup va passar en la proximitat dels incendis.
L'examen de salut i les avaluacions clíniques no van ser realitzades en les tropes dels Estats Units, es van fer qüestionaris i com a resultat no hi han dades que indiquin si els símptomes indiquen una malaltia. Però, els estudis mèdics, es van poder realitzar sobre una població de bombers que van experimentar exposicions similars. Aquests estudis van indicar que no existeix una evidència objectiva de qualsevol malaltia important, però que si que van mostrar símptomes similars als dels veterans de la Guerra del Golf.
Va haver-hi molt poca evidència mesurable dels efectes adversos en els animals exposats. Gats capturats a la proximitat dels incendis quasi no tenien indicació d'efectes histològics en l'epiteli respiratori. Hàmsters afectats per les partícules dels incendis no van mostrar senyals de toxicitat acusada. La metodologia d'avaluació de riscos suggereix que hi havia molt poc potencial de risc d'efectes adversos a llarg termini en els veterans de guerra que estaven situats a prop del fum.
Algunes tropes van experimentar exposicions intenses a la caiguda de l'oli i els residus (per exemple, subproductes sòlids de combustió i el petroli cru cremat), que els va causar erupcions lleus en la pell i problemes cutanis. Aquests també van tenir símptomes de l'exposició per inhalació, incloent ulls, nas, gola i la falta d'alè. L'examen de salut d'aquestes tropes no està disponible, però si els exàmens de salut de bombers desplegats a Kuwait que van experimentar exposicions més greus i més llargues. Aquests estudis indiquen que estaven en bon estat de salut i no van experimentar cap dels símptomes que les tropes van comentar.
Investigadors també van informar sobre concentracions d'hidrocarburs aromàtics policíclics (PAH) a la sang en un grup de 61 soldats al Golf Pèrsic el 1991. Les mostres de sang van ser preses abans de la implementació, durant el desplegament i després de la implementació de les tropes. Es van comparar anàlisis de sang i els resultats van indicar que els soldats estacionats en Kuwait no tenien evidència d'un augment de PAH en la sang.
Un altre estudi de 1560 veterans que van servir en aquesta guerra van indicar que la seva exposició els va provocar asma, bronquitis i depressió, però no s'ha trobat una relació directa entre aquests problemes de salut i les exposicions als incendis.
Altres investigadors van comparar els nivells de compostos orgànics volàtils (COV) en la sang dels bombers, persones a Kuwait i una població de referència dels Estats Units. Els nivells de compostos orgànics volàtils a la sang dels bombers eren superiors als de la població de referència dels Estats Units, però els nivells en sang de les persones que vivien a la ciutat de Kuwait, mentre que la majoria dels incendis eren actius, van ser aproximadament iguals als de la població de referència. Tot i que hi havia un petit nombre de mostres i que els COV tenen una curta vida mitjana, els resultats suggereixen que suposant que l'exposició de les tropes dels Estats Units va ser similar a la població de Kuwait, els nivells en sang de compostos orgànics volàtils en les tropes americanes no es van veure afectades de manera significativa.
La USACHPPM (United States Army Center for Health Promotion and Preventive Medicine) van portar a terme avaluacions de risc de salut per a estimar el potencial d'aparició de càncer i malalties no canceroses per l'exposició de fum dels incendis de petroli. Es van fer estimacions de la probabilitat que les tropes exposades experimentarien l'aparició de malalties a causa de la seva exposició. Els resultats d'aquestes avaluacions indiquen que el risc de càncer i malalties diferents al càncer a les tropes estaven per sota dels rangs de nivell de risc acceptable dels Estats Units.
Tot i així, es necessiten més estudis dels efectes adversos a llarg termini produïts per la matèria particulada dels incendis petrolífers a Kuwait per poder avaluar plenament si hi ha relació entre els incendis i els símptomes denunciats.